# Косница
Косница (укр. Кісниця) — село на Украине, находится в Крыжопольском районе Винницкой области.
Код КОАТУУ — 0521984002. Население по переписи 2001 года составляет 461 человек. Почтовый индекс — 24613. Телефонный код — 4340.
Занимает площадь 2,397 км².

## Религия
В селе действует Свято-Покровский храм Крыжопольского благочиния Могилёв-Подольской епархии Украинской православной церкви.

## Адрес местного совета
24613, Винницкая область, Крыжопольский р-н, с. Косница, ул. 1 Мая, 3